# Universitatea de Științele Vieții „Regele Mihai I” din Timișoara
Universitatea de Științele Vieții "Regele Mihai I" din Timișoara (USVT) este o universitate din Timișoara, România.

## Istoric
Existența UNIVERSITĂȚII DE STIINTELE VIETII "REGELE MIHAI I" din Timișoara, este legată de înființarea Facultății de Agronomie, în cadrul Institutului Politehnic din Timișoara, la data de 30 iulie 1945, prin Decretul 2394 al Regelui Mihai I al României și Legea nr. 617, publicată în Monitorul Oficial al României din data de 1 august 1945.
În anul 1948, Facultatea de Agronomie a fost transformată în Institutul Agronomic Timișoara, prin Decretul cu nr. 175, pentru reforma învățământului. În același an, la Arad a luat ființă Institutul de Zootehnie și Medicină Veterinară, cu două facultăți: (1) Zootehnie și (2) Medicină Veterinară. În anul 1955, prin HCM nr. 1608, Facultatea de Zootehnie a fost transferată în cadrul Institutului Agronomic Timișoara, iar în anul 1957, Facultatea de Medicină Veterinară a fost integrată în Facultatea de Medicină Veterinară din București.
În anul 1957, Facultatea de Zootehnie s-a transformat în secție a Facultății de Agronomie iar noua structură a funcționat, până în anul 1962, sub denumirea de Facultatea de Agricultură și Zootehnie.
În anul 1962, în cadrul Institutului Agronomic Timișoara a luat ființă Facultatea de Medicină Veterinară.
Prin Ordinul Ministrului Învățământului nr. 80646, în anul 1968 a fost reînființată Facultatea de Zootehnie, Institutul Agronomic Timișoara funcționând, până în anul 1987, cu trei facultăți: (1) Facultatea de Agricultură, (2) Facultatea de Zootehnie și (3) Facultatea de Medicină Veterinară.
În anul 1987, Institutul Agronomic Timișoara a fost reorganizat, funcționând ca o singură facultate cu trei secții: (1) Agricultură, (2) Zootehnie și (3) Medicină Veterinară.
După anul 1989, oferta educațională a USAMVBT s-a diversificat, în cadrul universității funcționând, în prezent, un număr de 6 facultăți: (1) Facultatea de Agricultură, (2) Facultatea de Horticultură și Silvicultură, (3) Facultatea de Management Agricol, (4) Facultatea de Medicină Veterinară, (5) Facultatea de Tehnologia Produselor Agroalimentare și (6) Facultatea de Zootehnie și Biotehnologii. Prin Ordinul Ministrului Învățământului și Științei nr. 4894 din 22.03.1991, denumirea instituției s-a schimbat în Universitatea de Științe Agricole a Banatului Timișoara (USABT), iar în 1995, prin Hotărârea Guvernului României nr. 568, denumirea era Universitatea de Științe Agricole și Medicină Veterinară a Banatului din Timișoara (USAMVBT).
În temeiul H.G. nr. 493/17.07.2013 instituția și-a schimbat denumirea, respectiv denumirea actuală fiind UNIVERSITATEA DE ȘTIINȚE AGRICOLE ȘI MEDICINĂ VETERINARĂ A BANATULUI „REGELE MIHAI I AL ROMÂNIEI” DIN TIMIȘOARA (USAMVBT), iar Facultatea de Zootehnie și Biotehnologii a devenit Facultatea de Bioingineria Resurselor Animaliere, Facultatea de Tehnologia Produselor Agroalimentare a devenit Facultatea de Inginerie Alimentară, iar Facultatea de Management Agricol a devenit Facultatea de Management și Turism Rural.
Având în vedere Hotărârea de Guvern nr. 976/03.08.2022 pentru modificarea anexei nr.3 la Hotărârea Guvernului nr. 369/2021 privind organizarea și funcționarea Ministerului Educației, începând cu data de 3 august 2022, noua denumire a Universității de Științe Agricole și Medicină Veterinară a Banatului „Regele Mihai I al României” din Timișoara este UNIVERSITATEA DE ȘTIINȚELE VIEȚII „REGELE MIHAI I” DIN TIMIȘOARA.

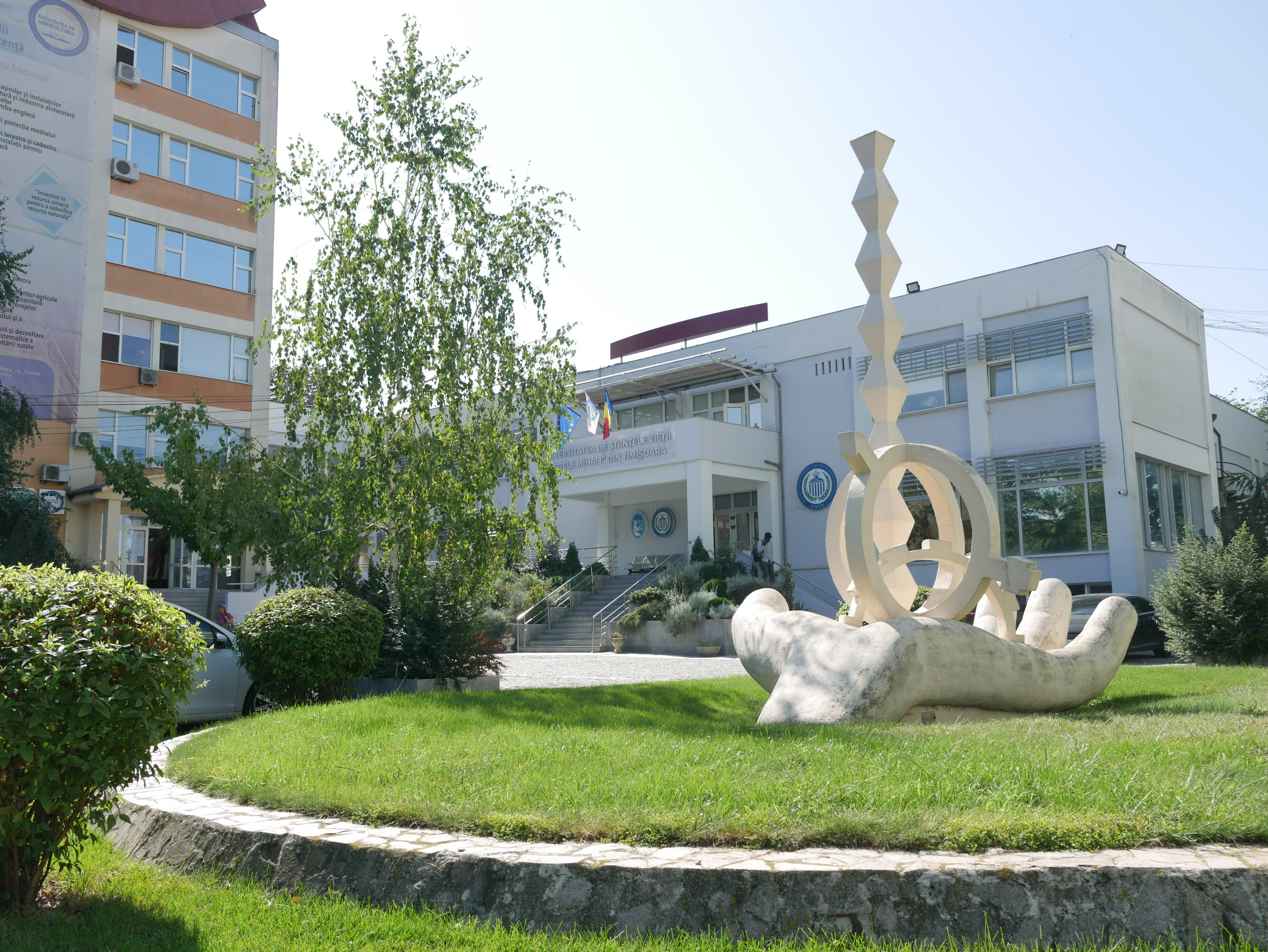
Rectoratul Universității de Științele Vieții "Regele Mihai I" din Timișoara

## Facultăți
Cele șase facultăți ale USVT sunt:
- Facultatea de Agricultură
- Facultatea de Bioingineria Resurselor Animaliere
- Facultatea de Inginerie Alimentară
- Facultatea de Inginerie și Tehnologii Aplicate
- Facultatea de Management și Turism Rural
- Facultatea de Medicină Veterinară